# سي جاي ليزلي
سي جاي ليزلي (بالإنجليزية: C. J. Leslie)‏ مواليد 25 يونيو 1991 في هولي سبرينغز، هو لاعب كرة سلة أمريكي. بدأ مسيرته الاحترافية في سنة 2013. يبلغ طوله 6 قدم 9 بوصة (2.1 م).

## المسيرة الاحترافية
لعب مع إري بايهوكس في موسم 2013–2014، ثم لعب مع نادي أنيانغ لكرة السلة في سنة 2014، ثم لعب مع أيه إي كي لارنكا في سنة 2016.

## روابط خارجية
- سي جاي ليزلي على موقع سبورتس رفرنس (الإنجليزية)
- سي جاي ليزلي على موقع كرة السلة الأوروبية.كوم (الإنجليزية)
- سي جاي ليزلي على موقع إي إس بي إن.كوم (الإنجليزية)
- سي جاي ليزلي على موقع كلية كرة السلة في سبورتس رفرنس.كوم (الإنجليزية)
- سي جاي ليزلي على موقع ريلجم (الإنجليزية)
- سي جاي ليزلي على موقع بروبوليرز (الإنجليزية)
- سي جاي ليزلي على موقع سبورتس رفرنس (الإنجليزية)